# Enric de Cornualla
Enric de Cornualla (Hailes, Gloucester, 1235 - Viterbo, 1271) va ser un noble anglès, fill de Ricard d'Anglaterra, comte de Cornualla i també va ser rei de Romans, i d'Isabella Marshal. Va lluitar a favor del seu oncle, Enric III d'Anglaterra, contra Simó de Montfort, que el feu presoner. Quan Simó de Montfort va morir, Enric va anar a Sicília per negociar la pau amb Guy de Montfort, el seu fill, però va ser assassinat per aquest a Viterbo.